# Schiavon
Schiavon é uma comuna italiana da região do Vêneto, província de Vicenza, com cerca de 2.327 habitantes. Estende-se por uma área de 11 km², tendo uma densidade populacional de 212 hab/km². Faz fronteira com Breganze, Marostica, Mason Vicentino, Nove, Pozzoleone, Sandrigo.
É a cidade natal do cardeal Pietro Parolin, atual Secretário de Estado do Vaticano e um dos favoritos ao papado no Conclave de 2025.

## Demografia
| Variação demográfica do município entre 1861 e 2011                               |
|                                                                                   |
| Fonte: Istituto Nazionale di Statistica (ISTAT) - Elaboração gráfica da Wikipedia |